# Кулсет, Рейд
Рейд Кулсет (англ. Reid Coolsaet) — канадский легкоатлет, который специализируется в беге на длинные дистанции. На олимпийских играх 2012 года занял 27-е место в марафоне с результатом 2:16.29. Занял 25-е место на чемпионате мира 2009 года — 2:16.53
Личный рекорд в марафоне — 2:10.28.

## Сезон 2014 года
13 апреля на Лондонском марафоне занял 13-е место с результатом 2:13.40.

## Достижения
- 98-е место на чемпионате мира по кроссу 2002
- 62-е место на чемпионате мира по кроссу 2004
- 52-е место на чемпионате мира по кроссу 2005
- 98-е место на чемпионате мира по кроссу 2006